# Historisches Zentrum Roms, die extraterritorialen Stätten des Heiligen Stuhls in der Stadt und Sankt Paul vor den Mauern
Historisches Zentrum Roms, die extraterritorialen Stätten des Heiligen Stuhls in der Stadt und Sankt Paul vor den Mauern (englisch Historic Centre of Rome, the Properties of the Holy See in that City Enjoying Extraterritorial Rights and San Paolo Fuori le Mura) ist eine von der UNESCO gelistete Stätte des Weltkulturerbes in Italien. 1980 wurde zunächst der historische Stadtkern der Stadt Rom in die Welterbeliste aufgenommen. 1990 wurde die Stätte um die exterritorialen Besitzungen des Heiligen Stuhls in der Altstadt Roms und die außerhalb der Altstadt liegende Basilika Sankt Paul vor den Mauern erweitert.

## Geschichtlicher Hintergrund
Die Stadt Rom war in der Antike die Hauptstadt des Römischen Reichs, das zur Zeit seiner größten Ausdehnung das ganze Gebiet um das Mittelmeer, fast ganz Südosteuropa, Südeuropa und Westeuropa und einen Teil der Britischen Inseln umfasste. Von der Rolle als Hauptstadt eines Weltreichs zeugen zahlreiche ganz erhaltene oder als Ruinen überlieferte Bauwerke aus der Antike. Besonders hervorzuheben sind dabei das Forum Romanum, das Kolosseum, der Konstantinsbogen, der Circus Maximus sowie die frühchristlichen Basiliken.
Im Mittelalter wurde die Stadt als Ort von Apostel- und Martyrergräbern sowie zahlreicher frühchristlicher Stätten ein wichtiger Wallfahrtsort des Christentums und als Sitz des Papstes Hauptstadt des Kirchenstaats. Besonders zur Zeit der Renaissance und des Barocks entstand das heute noch existierende Stadtbild mit den Sichtachsen bildenden Straßenzügen, Plätzen mit Brunnen und Obelisken, Palästen und Kirchen.
Nach der Auflösung des Kirchenstaats 1870 blieb der Heilige Stuhl als Bischofssitz von Rom weiter ein souveränes Völkerrechtssubjekt, das auch eigene Besitztümer haben konnte. Auch nach Errichtung der Vatikanstadt als Nachfolgestaat des Kirchenstaats ist der Heilige Stuhl weiter ein eigenes Völkerrechtssubjekt und vertritt den Staat Vatikanstadt nach außen. Die außerhalb der Vatikanstadt liegenden Besitzungen des Heiligen Stuhls werden als extraterritoriale oder exterritoriale Besitzungen bezeichnet. Sie gehören nicht zum Territorium der Vatikanstadt, sondern zu dem Italiens. Sie haben aber einen Status ähnlich dem der nach dem Völkerrecht besonders geschützten Residenzen der diplomatischen Vertreter auswärtiger Staaten und unterliegen daher der Kontrolle des Heiligen Stuhls.

## Eintragung
Das historische Zentrum Roms wurde 1980 aufgrund eines Beschlusses der 4. Sitzung des Welterbekomitees als Kulturerbestätte in die Liste des UNESCO-Welterbes eingetragen. Während von Italien nur das innerhalb der Aurelianischen Mauer liegende Gebiet vorgeschlagen worden war, empfahl das Welterbekomitee, die Schutzzone im Westen bis zu der von Urban VIII. errichteten Mauer auszudehnen. Außerdem sah es das Welterbekomitee als wünschenswert an, auch die Vatikanstadt in das Weltkulturerbe aufzunehmen, und empfahl der UNESCO, den Heiligen Stuhl einzuladen, die Welterbekonvention zu unterzeichnen.
Nachdem der Heilige Stuhl die Welterbekonvention 1982 ratifiziert hatte und 1984 die Vatikanstadt als eigene Welterbestätte in das Welterbe aufgenommen war, wurde 1990 die Welterbestätte Historisches Zentrum Roms um die exterritorialen Besitzungen des Heiligen Stuhls in der Altstadt und die außerhalb der Stadtmauern liegende Basilika Sankt Paul vor den Mauern erweitert. Auch wenn alle Teile der Welterbestätte auf italienischem Staatsgebiet liegen, handelt es sich also um eine transnationale Welterbestätte mit Beteiligung Italiens und des Heiligen Stuhls. 2015 wurde im Rahmen einer kleinen Grenzänderung die Erweiterung des historischen Zentrums nach Westen bis zur Mauer Urbans VIII. beschlossen.
Die Welterbestätte ist unter den der Kriterien (i), (ii), (iii), (iv) und (vi) in der Welterbeliste eingetragen.
(i): Die Stätte umfasst eine Reihe von Zeugnissen von unvergleichlichem künstlerischen Wert, die über fast drei Jahrtausende hinweg entstanden sind: Denkmäler der Antike, über die Jahrhunderte errichtete Befestigungen, Stadtentwicklungen von  Renaissance und Barock bis zur Neuzeit, zivile und religiöse Gebäude mit prächtigen Malerei-, Mosaik- und Skulptur-Dekorationen, alle von einigen der berühmtesten Künstler aller Zeiten geschaffen.
(ii): Im Laufe der Jahrhunderte haben die in Rom gefundenen Kunstwerke die Entwicklung von Stadtplanung, Architektur, Technik und Kunst in der ganzen Welt entscheidend beeinflusst. Die Errungenschaften des antiken Roms in den Bereichen Architektur, Malerei und Skulptur dienten nicht nur in der Antike, sondern auch in der Renaissance, im Barock und im Neoklassizismus als universales Modell. Die klassischen Gebäude und die Kirchen, Paläste und Plätze Roms, zusammen mit den Gemälden und Skulpturen, die sie bereichern, sind ein unbestrittener Orientierungspunkt gewesen. In besonderer Weise war es Rom, wo die Barockkunst geboren wurde und von wo aus sie sich dann in ganz Europa und auf anderen Kontinenten verbreitete.
(iii): Der Wert der archäologischen Stätten Roms, dem Zentrum der nach der Stadt selbst benannten Zivilisation, ist weltweit anerkannt. Rom hat eine außerordentliche Anzahl baulicher Überreste der Antike bewahrt, die immer sichtbar waren und sich noch in ausgezeichnetem Zustand befinden. Sie sind ein einzigartiges Zeugnis für die verschiedenen Epochen der Entwicklung und Stile der Kunst, der Architektur und des Städtebaus, die mehr als ein Jahrtausend der Geschichte kennzeichnen.
(iv): Das historische Zentrum Roms als Ganzes sowie seine Gebäude zeugen von der ununterbrochenen Abfolge von drei Jahrtausenden Geschichte. Die besonderen Merkmale der Stätte sind die Schichtung der Architektursprachen, die Vielfalt der Gebäudetypologien und die originelle städtebauliche Entwicklung, die sich harmonisch in die komplexe Morphologie der Stadt einfügt.
(vi): Über mehr als zweitausend Jahren war Rom sowohl eine weltliche als auch eine religiöse Hauptstadt. Als Zentrum des Römischen Reiches, das seine Macht auf die damals bekannte Welt ausdehnte, war die Stadt das Herz einer weit verbreiteten Zivilisation, die ihren höchsten Ausdruck in Recht, Sprache und Literatur fand und die Grundlage der westlichen Kultur bleibt. Rom war auch direkt mit der Geschichte des christlichen Glaubens seit seinen Anfängen verbunden. Die Ewige Stadt war dank der Gräber der Apostel, der Heiligen und der Märtyrer und der Anwesenheit des Papstes jahrhundertelang ein Symbol und eines der ehrwürdigsten Ziele der Pilgerfahrten, und bleibt es bis heute.

## Umfang
Die Welterbestätte umfasst eine Fläche von 1430,8 ha. Davon entfallen 1.425,47 ha auf das historische Zentrum Roms einschließlich der darin enthaltenen exterritorialen Besitztümer des Heiligen Stuhls und 5,33 ha auf den Komplex von Sankt Paul vor den Mauern. Die zum Welterbe zählenden exterritorialen Besitztümer des Heiligen Stuhls (einschließlich Sankt Paul vor den Mauern) haben zusammen eine Fläche von 38,94 ha.
| Ref.-Nr. | Bezeichnung                           | Lage                                      | Fläche      | Anmerkungen | Bild |
| -------- | ------------------------------------- | ----------------------------------------- | ----------- | --- | ---- |
| 91-001   | Historisches Zentrum                  | Municipio I (Standort)                    | 1.425,47 ha | umfasst den historischen Stadtkern Roms innerhalb der um 280 n. Chr. fertiggestellten Aurelianischen Mauer, im Westen erweitert bis zu der unter Urban VIII. 1642–1644 errichteten Mauer und unter Einbeziehung der Engelsburg. |      |
| 91-002a  | Komplex von San Giovanni in Laterano  | Piazza di Porta San Giovanni (Standort)   | 7,59 ha     | umfasst die Lateranbasilika, den Lateranpalast und angrenzende Gebäude |      |
| 91-002b  | Komplex der Scala Santa               | Piazza di Porta San Giovanni (Standort)   | 1,01 ha     | umfasst die Heilige Treppe, die Cappella Sancta Sanctorum, die Cappella di S. Silvestro und das Leonische Triclinium |      |
| 91-003   | Komplex von Santa Maria Maggiore      | Piazza di Santa Maria Maggiore (Standort) | 1,04 ha     | umfasst die Basilika Santa Maria Maggiore und angrenzende Gebäude |      |
| 91-004a  | Palazzo di San Callisto               | Trastevere (Standort)                     | 2,14 ha     | südlich an die Kirche Santa Maria in Trastevere angrenzend, Sitz des Päpstlichen Rats für die Laien, des Päpstlichen Rats für die Familie, des Päpstlichen Rats für Gerechtigkeit und Frieden, der Caritas Internationalis und einer Reihe anderer katholischer Organisationen, die Teil des Heiligen Stuhls oder direkt mit ihm verbunden sind.                                                                                   |      |
| 91-004b  | Gebäude an der Via S. Egidio          | Trastevere (Standort)                     | 0,07 ha     | nördlich an die Kirche Santa Maria in Trastevere angrenzend, umfasst den Palazzo Diaconale di Santa Maria in Trastevere |      |
| 91-005   | Palazzo della Cancelleria             | Corso Vittorio Emanuele II (Standort)     | 0,54 ha     | Sitz der Apostolische Pönitentiarie, der Sacra Rota, des Obersten Gerichtshofs der Apostolischen Signatur, der Päpstlichen Akademie für Archäologie und der Päpstlichen Akademie der schönen Künste und der Literatur. |      |
| 91-006   | Palazzo di Propaganda Fide            | Piazza di Spagna (Standort)               | 0,48 ha     | Sitz des Jesuitenkollegs der Vatikanstadt, ursprünglich Sitz der Kongregation für die Verbreitung des Glaubens („de Propaganda Fide“), |      |
| 91-007   | Palazzo Maffei Marescotti             | Via della Pigna (Standort)                | 0,31 ha     | auch Palazzo della Pigna genannt, Sitz verschiedener katholische Organisationen, darunter das Römische Pilgerwerk und die Katholische Aktion. |      |
| 91-008   | Palazzo dei Convertendi               | Via della Conciliazione (Standort)        | 0,53 ha     | |      |
| 91-009a  | Nördlicher Palazzo detto dei Propilei | Via della Conciliazione (Standort)        | 0,52 ha     | |      |
| 91-009b  | Südlicher Palazzo detto dei Propilei  | Via della Conciliazione (Standort)        | 0,36 ha     | |      |
| 91-010   | Palazzo Pio                           | Via della Conciliazione (Standort)        | 0,65 ha     | Sitz des Päpstlichen Rats Cor Unum, des Dikasteriums für die Kommunikation, außerdem Sitz der diplomatischen Vertretungen der Republik China und Kanadas beim Heiligen Stuhl |      |
| 91-011   | Gebäude auf dem Gianicolo             | Gianicolo (Standort)                      | 17,97 ha    | umfasst unter anderem die Päpstliche Universität Urbaniana, das Päpstliche Nordamerika-Kolleg, das Päpstliche Ukrainische Kolleg, das Päpstliche Rumänische Pius-Kolleg und das Kinderkrankenhaus Bambino Gesù mit der Kirche Sant’Onofrio al Gianicolo |      |
| 91-012   | Palazzo del Sant’Uffizio              | Piazza del Sant’Uffizio (Standort)        | 0,4 ha      | umfasst neben dem Palazzo del Sant’Uffizio, dem Sitz der Glaubenskongregation, auch den größeren Teil der Audienzhalle sowie das Gelände des Campo Santo Teutonico mit dem deutschen Kolleg und der Kirche Santa Maria della Pietà. Auch wenn der Komplex direkt südlich des Petersdoms innerhalb der Mauern der Vatikanstadt liegt, ist er dennoch italienisches Territorium und damit exterritorialer Besitz des Heiligen Stuhls |      |
| 91-013   | Basilika Sankt Paul vor den Mauern    | Via Ostiense (Standort)                   | 5,33 ha     | umfasst die Basilika Sankt Paul vor den Mauern und angrenzende Gebäude |      |